# Metteniusaceae
Classification APG III (2009)
Famille
La famille des Metteniusaceae (Metténiusacées) est une petite famille de plantes dicotylédones. Selon le Angiosperm Phylogeny Website [18 février 2008] elle comprend 7 espèces du genre Metteniusa.
Elle comprend 14 (GBIF (04 mars 2022)) à 24 (Tropicos (04 mars 2022)) genres, dont plusieurs appartenaient autrefois à la famille des Icacinaceae.
Ce sont des arbres à feuilles persistantes des régions tropicales d'Amérique centrale et du nord-ouest de l'Amérique du Sud. 

## Étymologie
Le nom vient du genre type Metteniusa, nommé en hommage au botaniste allemand Georg Heinrich Mettenius (1823–1866), professeur de botanique à Fribourg et Leipzig. Spécialiste en ptéridologie il étudia aussi les algues marines dans l'archipel d'Heligoland, au nord-ouest de l'Allemagne.

## Classification
Cette famille n'existe que dans peu de classifications:
La classification phylogénétique APG (1998) la place parmi les familles de position incertaine.
La classification phylogénétique APG II (2003) place le genre Metteniusa comme étant de position incertaine et n'a pas recours à une famille des Metteniusaceae.
Le Angiosperm Phylogeny Website accepte cette famille, en position incertaine.
La classification phylogénétique APG III (2009) accepte cette famille sous Lamiidées.
La classification phylogénétique APG IV (2016) accepte cette famille, y incluant plusieurs genres d'Icacinaceae.

## Liste des genres
Selon NCBI (2 Jul 2010) :
- Metteniusa (en)

Selon GBIF (04 mars 2022) :
- Apodytes E.Mey. ex Arn. (1 espèce)
- Apodytes E.Mey. ex Bernh. (8 espèces)
- Calatola Standl. (5 espèces)
- Calatoloides E.W.Berry, 1922 (1 espèce)
- Dendrobangia Rusby (2 espèces)
- Emmotum Desv. (14 espèces)
- Emmotum Desv. ex Ham. (1 espèce)
- Metteniusa Karst. (8 espèces)
- Oecopetalum Greenm. & C.H.Thomps. (2 espèces)
- Ottoschulzia Urb. (4 espèces)
- Pittosporopsis Craib (1 espèce)
- Platea Blume (14 espèces)
- Poraqueiba Aubl. (3 espèces)
- Rhaphiostylis Planch. ex Benth. (16 espèces)

Selon Tropicos (04 mars 2022) :
- Anisomallon Baill., 1874
- Apodytes E. Mey. ex Arn., 1840
- Asterolepidion Ducke, 1922
- Aveledoa Pittier, 1925
- Barreria Scop., 1777
- Calatola Standl., 1923
- Chelonecarya Pierre, 1896
- Clavapetalum Pulle, 1912
- Dendrobangia Rusby, 1896
- Emmotum Desv. ex Ham., 1825
- Hemilobium Welw., 1862
- Jobalboa Chiov., 1935
- Meisteria Scop. ex J.F. Gmel., 1791
- Metteniusa H. Karst., 1860
- Metteniusia Post & Kuntze, 1903
- Oecopetalum Greenm. & C.H. Thomps., 1914 [1915]
- Ottoschulzia Urb., 1912
- Pittosporopsis Craib, 1911
- Platea Blume, 1825 [1826]
- Platystigma R. Br. ex Hook. f., 1887
- Pogopetalum Benth., 1841
- Poraqueiba Aubl., 1775
- Rhaphiostylis Planch. ex Benth., 1849
- Schnizleinia Mart. ex Engl., 1872

## Liste des espèces
Selon NCBI (2 Jul 2010) :
- genre Metteniusa
  - Metteniusa tessmanniana